# Justina Bricka
Justina Bricka (14 de fevereiro de 1943) foi um tenista norte-americana. 
A tenista é detentora do recordes do tênis feminino por ter disputado a partida de tênis do set mais longo na competição de duplas feminina que aconteceu em 1962 em South Orange  .
Foi finalista também da partida de duplas feminina do Torneio Roland-Garros de 1962.